# NGC 6892
NGC 6892 é um asterismo na direção da constelação de Sagitta. O objeto foi descoberto pelo astrônomo Heinrich d'Arrest em 1865, usando um telescópio refrator com abertura de 11 polegadas. 